# Magdalena Grochowska
Magdalena Grochowska (ur. w 1959 r. w Skarżysku-Kamiennej) – polska pisarka i dziennikarka.
Ukończyła II Liceum Ogólnokształcące im. A. Mickiewicza w Skarżysku-Kamiennej. Studiowała ogrodnictwo w Bułgarii a następnie dziennikarstwo na Uniwersytecie Warszawskim. Dziennikarka i reporterka w „Gazecie Wyborczej”, „Głosie Nauczycielskim”, „Przeglądzie Tygodniowym”, „Życiu Warszawy”. Trzykrotnie nominowana do Nagrody Literackiej Nike (2010, 2015 i 2020).

## Twórczość
- Wytrąceni z milczenia (2005),
- Jerzy Giedroyc. Do Polski ze snu (2009)
- Ćwiczenia z niemożliwego (2012)
- Strzelecki. Śladem nadziei (2014)[2]
- W czasach szaleństwa (2019)
- Różewicz. Rekonstrukcja (tom 1) (2021)[3]

## Nagrody
- Grand Press 2005
- Nagroda „Polityki”
- Nagroda  Nike czytelników 2010
- Nagroda Polskiego PEN Clubu im. Ksawerego Pruszyńskiego 2016[4]